# Jacques Kaplan
Pour les articles homonymes, voir Kaplan.
Isaac, dit Jacques Kaplan, né le 19 juillet 1872 à Sébastopol et mort le 3 février 1941 à Colombes, est un peintre, graveur et dessinateur français,,.

## Biographie
Jacques Kaplan naît le 19 juillet 1872 à Sébastopol. Ses parents sont français.
Il arrive à Paris dans son enfance et entre à l'École des Arts Décoratifs à l'âge de 13 ans, puis à l'École des Beaux-Arts à 16 ans, où il est élève de Bonnat. Il expose en 1890 au Salon de la Société des Beaux-Arts. En 1892 il expose au Salon de l'Union libérale des Artistes Français, des toiles qui sont remarquées.
En 1894, une exposition spéciale de ses peintures est organisée, ses Champ de Blé et Soleil Couchant, des paysages, et Études de Femmes, un dessin au fusain, sont particulièrement appréciés. À la Société nationale des beaux-arts, il expose de nombreuses œuvres aux couleurs remarquables.
Le 5 mai 1898 il se marie à Paris avec l'artiste peintre Julia Juéry.
Il travaille dans diverses techniques, mais à partir de 1900, il se concentre principalement sur la peinture de portraits. Il attire aussi l'attention par ses miniatures et ses illustrations. Comme illustrateur, il illustre notamment des œuvres de Guy de Maupassant. En 1901, avec Le Terrassier, il est admis à la Société des Artistes Français. Parmi ses tableaux, on peut citer le trio L'Attente, Le Retour et La Rencontre, ainsi que de nombreux portraits et pastels, dont des représentations du prince de Soltikoff, de Carlès, ancien ministre de la République argentine, d'Henri Brisson, d'Henri Fouquier et de Mme Réjane.
Il réalise le portait du syndicaliste français Jules Zirnheld, une huile sur toile de 146 cm de haut sur 97,5 cm de large.
Jacques Kaplan meurt à Colombes le 3 février 1941 à l'âge de 68 ans.

## Galerie

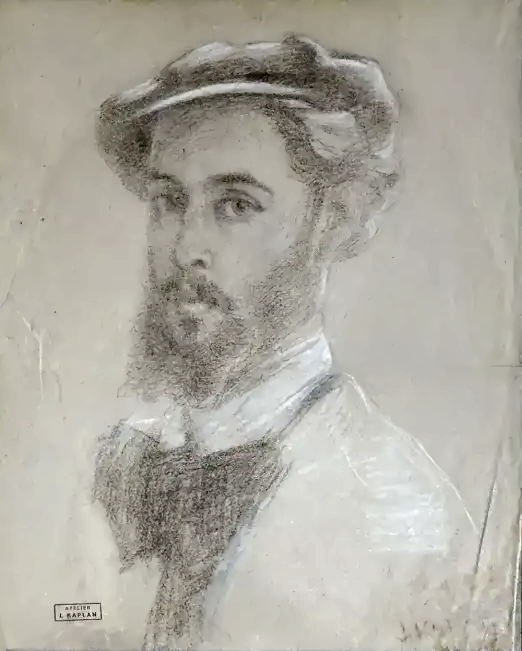
Autoportrait
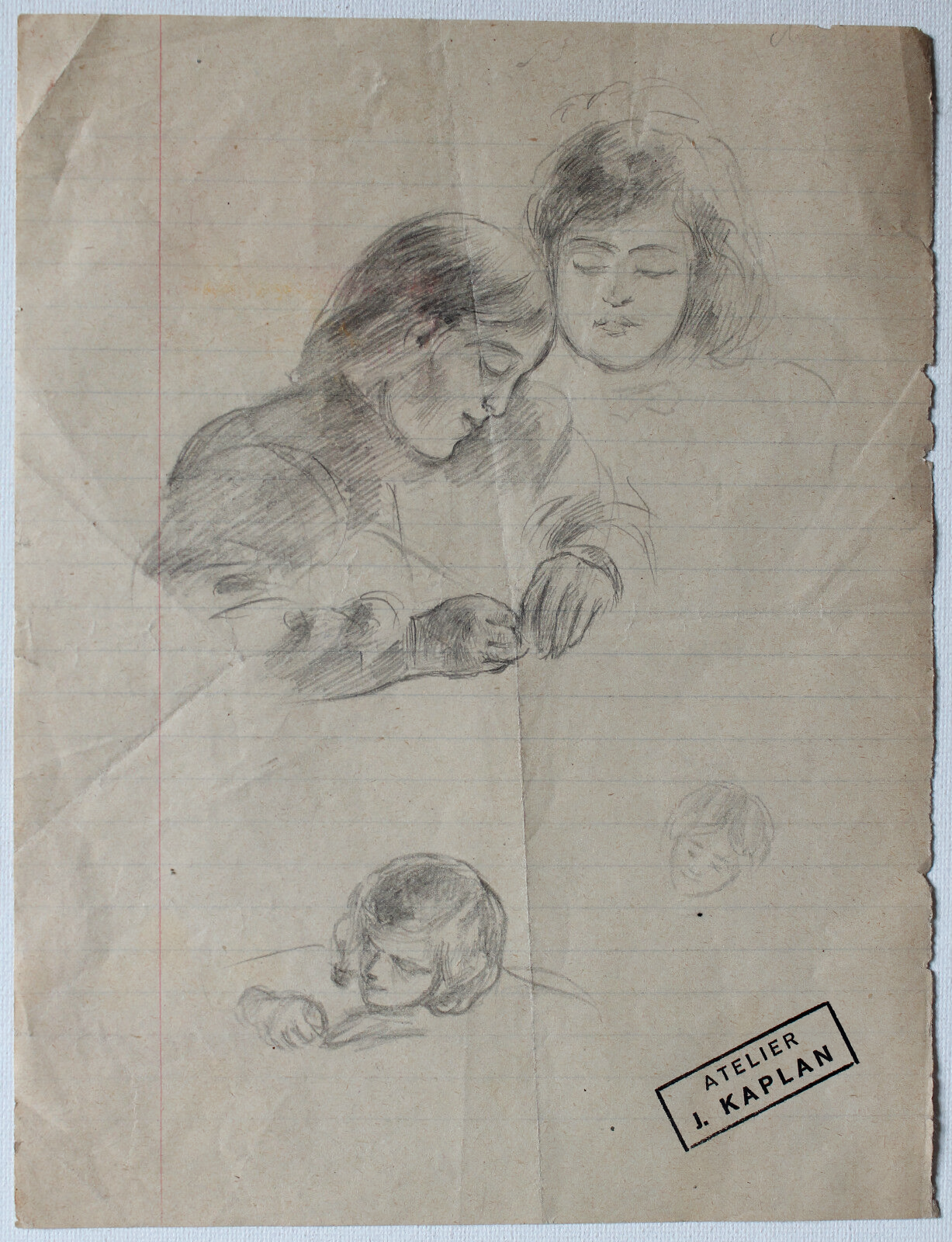
Étude de fillettes cousant
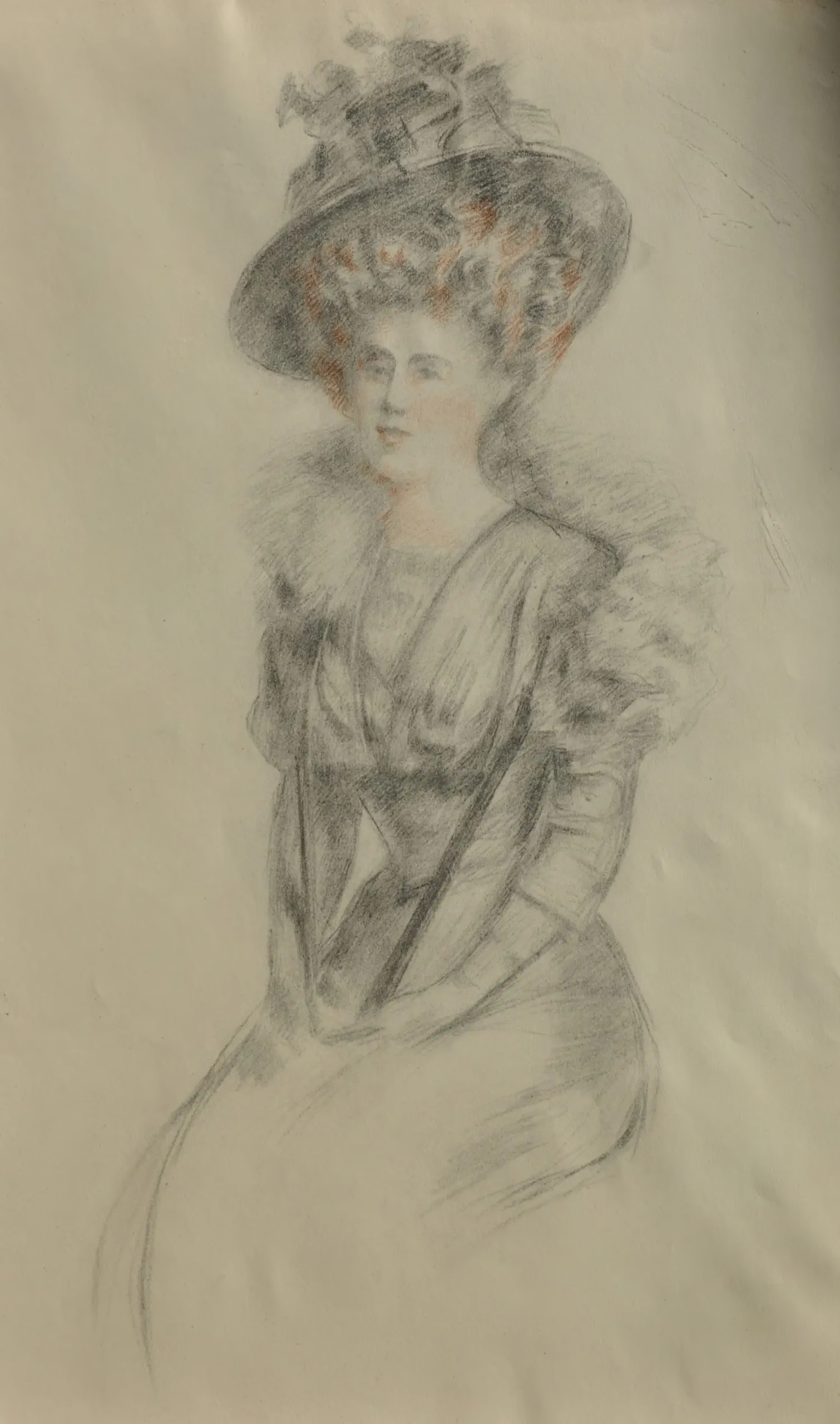
Dessin d'une femme
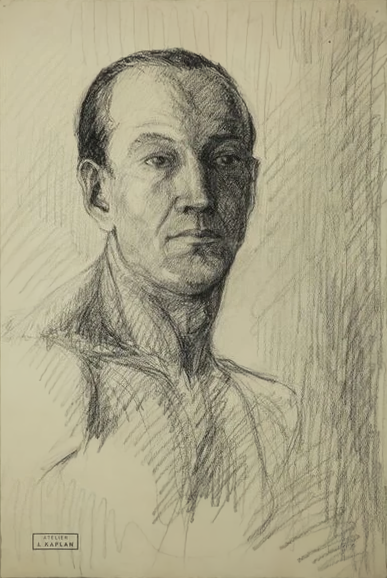
Portrait d'un homme
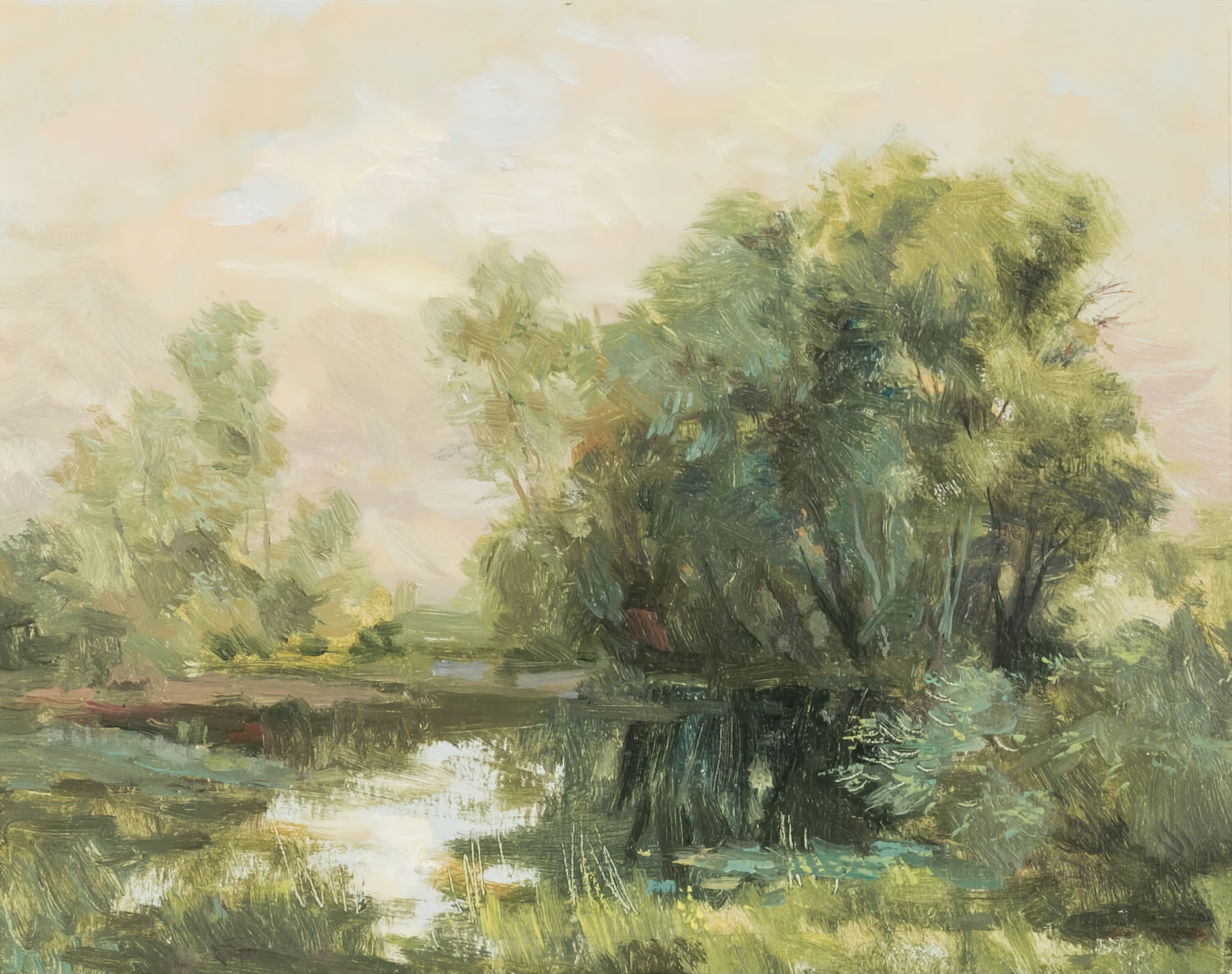
Weiher
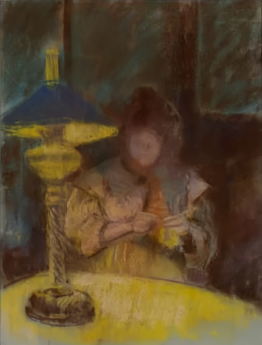
Sous la lampe